# متحف السجاد في أذربيجان
متحف السجاد في أذربيجان(بالأذرية: Azərbaycan Milli Xalça Muzeyi) - هو أول متحف يهتف بفن السجاد في العالم، ويُعد من بين أبرز المتاحف التي تضم أكبر مجموعة من السجاد في العالم كما يضم بعضا من السجاد ذات القيمة والنادرة فعلا.

## التاريخ
تأسس المتحف سنة 1967، وسُمي بمتحف السجاد بأمر من الدولة التي قررت تصميه ليُناسب شكله. عُرف المتحف بهذا الاسم منذ تاريخ تأسيسه وحتى عام 1993. قبل أن تُضاف له كلمة «الأذربيجاني» للدلالة على مكان المتحف وذلك عقب ظهور مفاتح أخرى لها نفس المضمون والشكل والفكرة. يُعتبر لطيف كريموف هو صاحب فكرة إضافة كلمة التعريف وقد عُرف حينها بهذا الاسم وبقي حتى عام 2014 قبل أن يشهد إصلاحات جذرية وترميمات عدة ولكن تم الإقرار على الحفاظ على نفس الاسم. كرَّس هذا المتحف بشكل كبير لمحنة السَّجاد خلال إنشائه للسجادة بهدف بيعها أو استعمالها أو أي شيء آخر،  وقد لقي المتحف حينها رواجا كبيرا مما أدى إلى ظهور متاحف أخرى تهتم بالعالِم والرسام والمُدرٍّس وما إلى ذلك من الوظائف. المعرض الأول الذي احتضنه المتحف عُقد في 26 أبريل من العام 1972 وحظر حينها المتحف أعداد غفيرة من الناس لرؤية كل المعروضات. تم دمج متحف السجاد مع المتحف المركزي عام 1992، ثم تم إنشاء مبنى جديد للمتحف في عام 2014.

## التكريم
خلال الخمسين عاما التي عاشها المتحف، تم تكريم العديد من الرؤساء والشخصيات الوازنة في الدولة من مختلف المجالات:
- تكريم الفنان عزيز علييف في عام 1967.
- تكريم العامل الثقافي رويا تاجييفا في عام 1982.
- تكريم الناقد الفني شيرين مالكوف عام 2016.

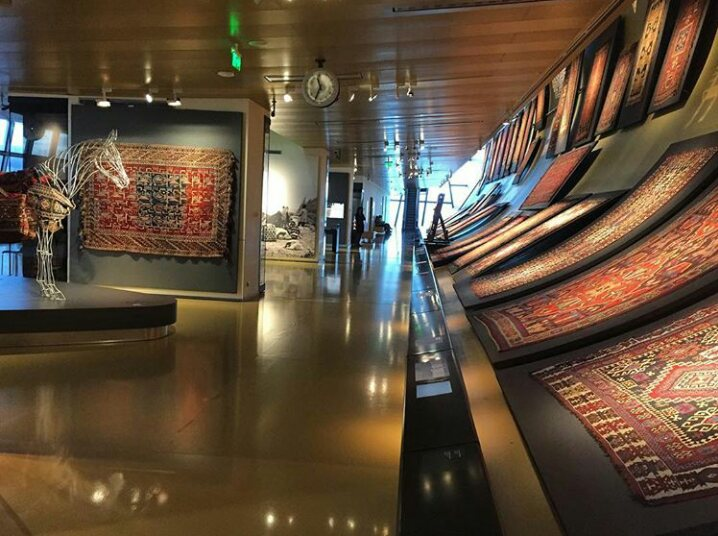
داخل المتحف

## النشاط
قدم واستقبل المتحف أكثر من ثلاثين معرضا خلال خمسين سنة؛ كما استضاف مجموعة من المعارض لعشرات الدول الأخرى من بينها فرنسا، النمسا، السويد، الدنمارك، بلجيكا، الهند، اليابان، إسرائيل، بريطانيا العظمى، كوبا، إيران، هولندا، كمبوديا، مدغشقر، ثم تركيا.
 كما عُقدت فيه مجموعة من الندوات لعل أبرزها «فن السجاد الأذربيجاني» عام 1988 ثم ندوة بعنوان «السجاد الأذربيجاني والفن التطبيقي الوطني» عام 2003 وندوة دولية أخرى بعنوان «فن السجاد الأذربيجاني» عام 2007 حيث كرست للذكرى السنوية المائة لطيف كريموف. هذا وتجدر الإشارة إلى أن متحف السجاد الأذربيجاني يتعاون بشكل وثيق مع شبكة النسيج الأوروبية ومنتدى المتحف الأوروبي. دخل فن السجاد الاذربيجاني إلى قائمة التراث العالمي غير المادي ليونيسكو عام 2010.

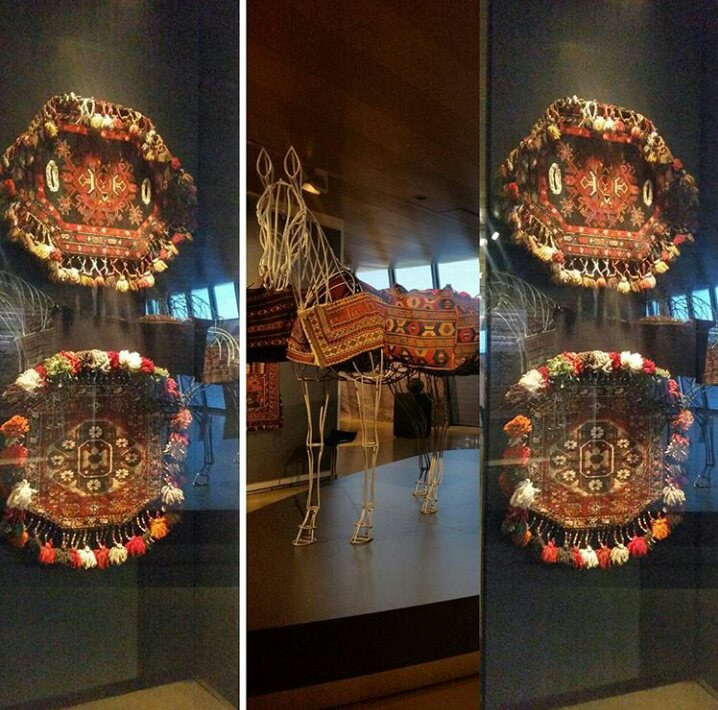
فن السجاد داخل المتحف

## أنواع السجاد
يضم المتحف الذي يتخذ تصميمه المعماري شكل تعبيري لسجادة ضخمة مطوية أكثر من 10000 قطعة من السيراميك التي يرجع تاريخها إلى القرن الرابع عشر، كما يضم عدة مجوهرات تعود للعصر البرونزي وسجادت أخرى صُممت ما بين القرن السابع عشر وحتى القرن العشرين مع تفسيرات مفصلة عن ماهية السجاد مترجمة باللغة الإنجليزية. ومن ضمن المعروضات أيضاً الملابس الوطنية والتطريزات بالإضافة إلى عرض الأعمال الفنية الحديثة. يُنظم المتحف محاضرات عامة ودورات دراسية حول السجاد والفنون التطبيقية المتعلقة به، كما أنه يحتوي على مخزن للكتب الأكثر مبيعاً عن فن السجاد وعن فن الصناعات الأذربيجانية الحرفية. تم تصدير منتجات المتحف بما في ذلك عدد من السجادات من أذربيجان نحو البلدان الأجنبية. يضم المتحف أيضا أنواع كثيرة من السجاد بما في ذلك تلك الآتية من قوبا، باكو، شرفان، غانجا، غازاخ، غاراباخ، ثم تبريز.
- السجاد في قوبا يُعرف باسم «بيراماديل»، «قيميل»، «سيرت جيجي».
- السجاد في شرفان يُعرف باسم «سيليان» و«موغان».
- السجاد في غاراباخ يُعرف أكثر باسم «خنليق» و«ماليبيلي».
- السجاد في غانجا وغازاخ يُعرف باسم «قديم كيجا»، «بورجالي»، «شيخلي» وحتى «فاخرالى».

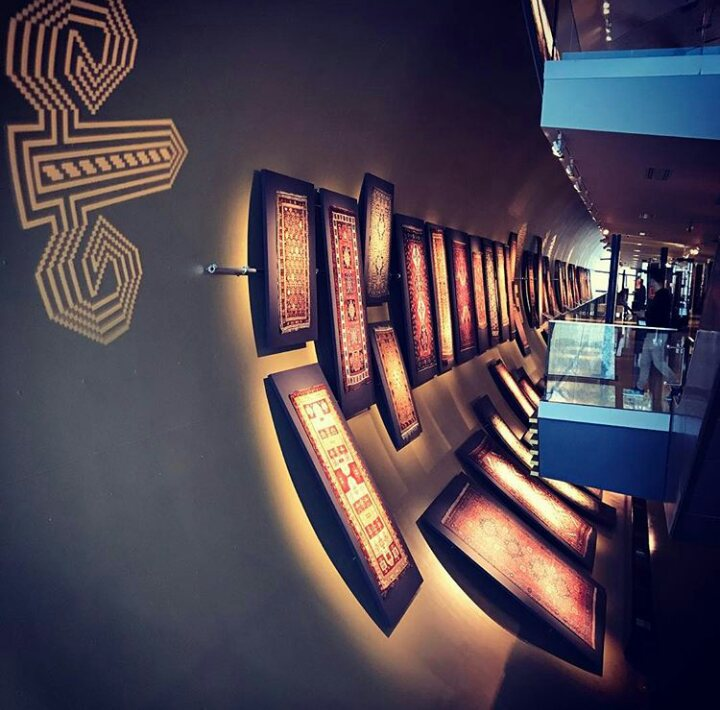
معرض السجاد داخل جدران المتحف

## الموقع
يقع متحف السجاد الأذربيجاني في شارع ميكايل أوسينوف قرب الحديقة الوطنية.